# دینگل‌اشتت
شهر دینگل‌اشتت در ایالت تورینگن در کشور آلمان واقع شده است.